# Munkavállaló
A munkavállaló (a köznyelvben: alkalmazott, a fizikai dolgozó régies nevén: munkás, idegen szóval: proletár, a szellemi területen dolgozó: értelmiségi) a foglalkoztatottak teljes körébe tartozó természetes személy, beleértve a közszolgálatban (köztisztviselő, közalkalmazott, közmunkás) foglalkoztatottakat is. A munkavállaló a munkáltatóval jellemzően hierarchikus munkaviszonyban áll.
A munka törvénykönyvéről szóló 2012. évi I. törvény szerint a munkavállaló az a természetes személy, aki munkaszerződés alapján munkát végez. Azonban nem minden természetes személy végezhet a törvény értelmében munkaszerződés alapján munkát, mert ezt főszabály szerint csak a 16. életévüket betöltött személyek számára teszi lehető a törvény. Kivételként 16 évesnél fiatalabb személyek is lehetnek munkavállalók két esetben: ha nappali rendszerű képzésben tanuló 15 évesnél idősebb fiatal munkavállalóról van szó, illetve ha gyámhatóság engedélyezte a 16. életévét még be nem töltött munkavállaló foglalkoztatását munkaviszony keretében kulturális, művészeti, sport-, hirdetési tevékenység körében.
A munkajogban fiatal munkavállaló az a munkavállaló, aki a munka törvénykönyve által meghatározott életkort – ami a hatályos magyar törvény szerint a 18. életév – még nem töltötte be.
A fiatal munkavállaló (a köznyelvben: diákmunkás) fogalmát a munka törvénykönyvéről szóló 2012. évi I. törvény definiálja, illetve 2012. július 1-ét megelőzően az 1992. évi XXII. törvény definiálta. Az 1992-es és a 2012-es munkatörvénykönyv egyaránt a 18. életév be nem töltéséhez köti a fiatal munkavállaló fogalmát.

## A magyar munkajogban
A fiatalkorú munkavállalókra vonatkozó szabályokat a magyar munkajog az Alaptörvény XVIII. cikkében meghatározottaknak megfelelően szabályozza. Eszerint gyermekek foglalkoztatása főszabály szerint tilos, illetve a fiatalok munkahelyi védelmét külön intézkedések biztosítják.
A fiatal munkavállaló fogalma munkaviszonyhoz kapcsolódik, amely a munkáltató és a munkavállaló között jön létre. Munkavállaló csak természetes személy lehet, mert a munkaviszony tartalma a személyes teljesítés, azaz ha egyszer valaki munkavállalóként munkaviszonyt létesített, akkor az abból fakadó kötelezettségeket csak ő teljesítheti, nem küldhet maga helyett senki mást, hogy elvégezze a feladatot.
Ugyanakkor a munkavállalónak nem kell cselekvőképes személynek lennie, ugyanis munkaviszonyt a korlátozottan cselekvőképes személy törvényes képviselőjének hozzájárulásával. A korlátozottan cselekvőképes személyek egyik csoportja a tizennegyedik életévüket már betöltött, de a tizennyolcadik életévüket még be nem töltött fiatalokból áll, akiket a munka törvénykönyve szerint beletartoznak a fiatal munkavállaló kategóriájába.
A fiatal munkavállalók főszabály szerint 16. életévüket betöltött fiatalok lehetnek. Munkaviszonyt létesíthetnek még a tizenöt év feletti, de tizenhatodik életévüket be nem töltött tanulók, ők azonban csak akkor vállalhatnak munkát, ha még iskolába járnak, és csak az iskolai tanszünetben tehetik ezt meg.
Külön jogszabályok alapján tizenhat éves kor alatt foglalkoztathatóak kulturális, művészeti, sport-, hirdetési tevékenység keretében gyerekek is a gyámhatóság külön engedélyével.

### A fiatal munkavállalóra vonatkozó eltérő munkajogi szabályok
Fiatal munkavállaló esetében a munka törvénykönyve elsősorban a munkaidő vonatkozásában alkalmaz eltérő szabályokat, amit a testi és szellemi fejlettség szintje, a megfelelő pihenésre való lehetőség biztosítása indokol.
- A fiatal munkavállaló napi munkaideje maximum napi nyolc, illetve heti negyven óra lehet, amelyet maximum egyheti munkaidő keret alkalmazásával lehet csak egyenlőtlenül beosztani.[9]
- A fiatal munkavállaló számára hat óra után húsz perc munkaközi szünet helyett négy és fél óra után harminc perc jár,[10]
- A két munkavégzés közötti pihenőidő mértéke a felnőttekre irányadó tizenegy óra helyett tizenkét óra,[11]
- A fiatal munkavállaló számára a felnőtt munkavállalók esetében eltérésekkel alkalmazható heti két pihenőnapot mindenképpen, és minden héten meg kell kapniuk, és ebből egynek vasárnapra kell esni, azaz egy héten csak öt napon végezhet munkát, és vasárnap nem dolgozhat,
- Éjszakai munkára (este 22 és reggel 6 óra között) nem vehető igénybe.[12]
- Nem foglalkoztatható ügyeletben és készenléti jellegű munkakörben.
- A fialtal munkavállaló számára a 20 nap alapszabadságon felül még 5 nap pótszabadság jár.[13]

### A fiatal munkavállalóra vonatkozó eltérő munkavédelmi szabályok
A másik nagy terület, ahol a fiatal munkavállalóra eltérő rendelkezések vonatkoznak, a munkavédelem. Ezt a területet törvényi szinten mind a munka törvénykönyve, mind a munkavédelemről szóló 1993. évi. XCIII. tv. szabályozza, de mindkét jogszabály alacsonyabb szintű jogszabályhoz utalja a konkrét szabályok meghatározását. (Mt. 75. § (1) bekezdés illetve Mvt. 50/A. § és 87. § 8/A)
Mt. 75. § (1) Nőt és fiatal munkavállalót nem szabad olyan munkára alkalmazni, amely testi alkatára, illetve fejlettségére tekintettel rá hátrányos következményekkel járhat. Azokat a munkaköröket, amelyekben nő vagy fiatal munkavállaló nem, vagy csak meghatározott munkafeltételek biztosítása esetén, illetve előzetes orvosi vizsgálat alapján foglalkoztatható, jogszabály határozza meg.
Mvt. 50/A. § A sérülékeny csoportba tartozó munkavállalókat a külön jogszabályban foglaltak szerint óvni kell az őket különösen érintő egészségkárosító kockázatoktól.
Mvt. 87. § 8/A. Sérülékeny csoport: az a munkavállalói kategória, amelybe tartozó munkavállalókat testi, lelki adottságaik, állapotuk következtében a munkavégzéssel összefüggő kockázatok fokozottan fenyegetnek, illetve akik maguk is fokozott kockázatot jelenthetnek munkavégzésük során (pl. fiatalkorúak, terhes, nemrégen szült, anyatejet adó nők és szoptató anyák, idősödők, megváltozott munkaképességűek)
Részletesebb szabályokat tartalmaz a kapcsolódó 33/1998. (VI. 24.) NM rendelet a munkaköri, szakmai, illetve személyi higiénés alkalmasság orvosi vizsgálatáról és véleményezéséről 8. és 9/A mellékletei. A lent felsorolt kategóriához e mellékletek tartalmazzák az összes olyan paramétert, ahol tilos a foglalkoztatás, itt csak példákat említünk. A legfontosabb rendelkezések, amelyek felsorolják, hogy fiatal munkavállalók számára tilos olyan munkát adni:
- amely a dolgozó saját, vagy mások egészsége, testi épsége szempontjából az átlagosat meghaladó mértékű kockázattal jár (pl. egész testre ható rezgéssel járó munka: 0,5 m/s² expozíció felett),
- amely közepesen nehéz vagy nehéz fizikai munka (pl. kényszertesthelyzetben végzett munka, vagy kezek kis ízületeit érő mikro-traumák kumulációjának lehetőségével járó munka)
- amely fokozott pszichés megterheléssel jár (pl. időkényszer feltételei között végzett tevékenység esetén (egyedi gépkiszolgálás, szalag vagy szalagszerű technológiák) akkor, ha a néhány elemi műveletből felépülő, periodikusan ismétlődő tevékenységek végrehajtására előírt műveleti idő nem haladja meg a 3 percet és nincs szervezett tevékenységcsere)
- amely során nagyon mérgező, a reprodukciót károsító, daganatkeltő vegyi anyagokkal kerül kapcsolatba (pl. növényvédő szerek (beleértve tulajdonságaitól függetlenül valamennyi szerves foszforsav-észtert is) gyártásával, hatástalanításával, kiszerelésével és közvetlen felhasználásával (permetezés, porozás, gázosítás) járó munka)

Az eltérő szabályok alkalmazását itt is a nem teljes testi és szellemi fejlettség, a kisebb terhelhetőség, és a fejlődésre ható káros tényezők kiküszöbölésének igénye indokolja.

## A német munkajogban
A német munkajogban az egységes munkatörvénykönyv helyett több önálló törvény szabályozza a jogágat. Ezeken belül a Gesetz zum Schutz der arbeitenden Jugend (vagy röviden Jugendarbeitsschutzgesetz – JArbSchG) határozza meg a fiatal munkavállalókra vonatkozó szabályokat. Ez a törvény 1976. május 1. óta van hatályban Németországban. A fiatal munkavállaló fogalmát a Jugendarbeitsschutzgesetz nem definiálja, de a törvény hatálya a magyar szabályozással megegyezően a 18. életévüket e nem töltött személyekre terjed ki, ezen belül azonban megkülönbözteti a gyerekeket (15. életévüket be nem töltött személyeket), illetve fiatalkorúakat (15. életévüket már betöltött, de 18. életévüket még be nem töltött személyeket).
A gyerekek foglalkoztatása Németországban főszabály szerint tilos. Azonban a törvény tesz kivételeket – hasonlóan a magyar szabályozáshoz.
A fiatalkorúak foglalkoztatása megengedett, azonban őket a munkaidő, pihenőidő, szabadság, munkaidő-beosztás vonatkozásában kedvezményekben, illetve védelemben részesíti a törvény, továbbá a fiatalkorúak foglalkoztatására korlátozásokat is tartalmaz.

## Az osztrák munkajogban
Ausztriában a német szabályozáshoz hasonlóan külön törvény vonatkozik a fiatal munkavállalókra: Bundesgesetz über die Beschäftigung von Kindern und Jugendlichen 1987 (Kinder und Jugendlichen Beschäftigungsgesetz 1987 KJBG). A törvény hatálya főszabály szerint Ausztriában is a 18. életévüket be nem töltött gyerekekre és fiatalkorúakra terjed ki. A német szabályozással megegyezően az osztrák törvény sem a fiatal munkavállaló fogalmát definiálja, hanem a gyerekek és a fiatalkorúak fogalmát és a gyerekek és fiatalkorúak foglalkoztatására vonatkozó szabályokat.

## A svájci munkajogban
Svájcban a magyar szabályozáshoz hasonlóan egységes törvény szabályozza a munkaviszonyt (Bundesgesetz über die Arbeit in Industrie, Gewerbe und Handel, röviden Arbeitsgesetz, ArG), amelynek a IV. fejezete foglalkozik a fiatal munkavállalókkal (Jugendliche Arbeitnehmer). A törvény a fenti szabályozásokhoz hasonlóan a fiatal munkavállalókat a 18. életévüket be nem töltött személyekként definiálja.
Főszabály szerint a 15. életévüket be nem töltött személyek nem foglalkoztathatók.

## Külső hivatkozások
- 2012. évi I. tv a munka törvénykönyvéről (Mt.)
- 1993. évi XCIII. törvény a munkavédelemről (Mvt.) a végrehajtásáról szóló 5/1993. (XII. 26.) MüM rendelettel egységes szerkezetben
- 33/1998. (VI. 24.) NM rendelet a munkaköri, szakmai, illetve személyi higiénés alkalmasság orvosi vizsgálatáról és véleményezéséről
- Gesetz zum Schutz der arbeitenden Jugend
- Kinder und Jugendlichen Beschäftigungsgesetz
- Bundesgesetz über die Arbeit in Industrie, Gewerbe und Handel